# Kleiribbel
De kleiribbel (Haplophthalmus mengii) is een pissebedsoort uit de familie Trichoniscidae. De wetenschappelijke naam van de soort is, als Itea mengii, voor het eerst geldig gepubliceerd in 1844 door Zaddach.